# Storkene (film)
Storkene (engelsk: Storks) er en animationsfilm fra 2016 instrueret af Nicholas Stoller og Doug Sweetland.

## Danske stemmer[1]
- Martin Buch som Due Fedteberg
- Lisbeth Wulff som Fru Gunnarsen
- Peter Aalbæk Jensen som Hektor
- Rasmus Botoft som Hr Gunnarsen
- Hans Henrik Bærentsen som Jasper
- Jon Gudmand Lei Lange som Junior
- Lars Thiesgaard som Kenneth
- Lucas Lomholt Eriksen som Noah
- Marie Tourell Søderberg som Tulle
- Lars Thiesgaard som Tulles Far